# Station Łomnica Średnia
Station Łomnica Średnia is een spoorwegstation in de Poolse plaats Łomnica.